# Paris (1929)
Paris ist ein US-amerikanisches Filmmusical aus dem Jahr 1929 von Clarence G. Badger mit Irène Bordoni und Jack Buchanan in den Hauptrollen. Das Drehbuch des Pre-Code-Films basiert auf dem Bühnenstück Paris von Martin Brown und der daraus entstandenen Musical-Adaption von Cole Porter. Den Verleih übernahm Warner Bros.

## Handlung
Andrew Sabbot, ein amerikanischer Kunststudent in Paris, lernt die Schauspielerin Vivienne Rolland kennen und verliebt sich in sie. Sie willigt ein, ihn mit dem Einverständnis seiner Mutter zu heiraten. Cora Sabbot, Andrews Mutter, kommt mit Brenda Kaley nach Paris, um die Verbindung zu beenden, und weigert sich rundheraus, Vivienne aufzunehmen.
Guy Pennell, ein gutaussehender englischer Revuekünstler, der in Vivienne verliebt ist, beschließt ebenfalls, das Paar zu trennen, und gibt Cora einen Brandy, von dem sie in Ohnmacht fällt, was dazu führt, dass sie ihre puritanischen Vorstellungen verliert und einen skandalösen Flirt mit ihm beginnt. Vivienne versucht erfolglos herauszufinden, ob Guy Cora wirklich liebt, und trotz Andrews Protesten geben Cora und Guy ihre Verlobung bekannt. Vivienne und Andrew trennen sich, und als sie von Guys Verschwörung mit Cora erfährt, schickt sie ihn fort, versöhnt sich aber schließlich mit ihm.

## Hintergrund
Im Film sind zwei Sequenzen enthalten, die im Technicolor-Verfahren gefilmt wurden. Da keine Kopien der zehn Filmrollen existieren und nur die Vitaphone-Tonträger erhalten geblieben sind, gilt der Film als verschollen.
Edward Stevenson war für das Kostümbild zuständig.
Irène Bordoni und Louise Closser Hale wiederholten vor der Kamera ihre Rollen der Musical-Adaption.
Folgende Songs wurden im Film gespielt:
- My Lover, Crystal Girl, Miss Wonderful, I Wonder What Is Really on His Mind, I’m a Little Negative und Somebody Mighty Like You von Eddie Ward und Al Bryan
- Among My Souvenirs von Edgar Leslie und Horatio Nicholls

## Veröffentlichung
Die Premiere des Films fand am 7. November 1929 in New York statt. 1930 kam er im Deutschen Reich in die Kinos.

## Kritiken
Mordaunt Hall von der The New York Times befand, solange sich diese Produktion aus Sprechen, Singen und Tanzen entweder an die Zeilen des Dramatikers oder an Miss Bordonis Lieder halte, sei sie eine einschmeichelnde, wenn auch nicht allzu subtile Abwechslung. Aber sie sei zu großzügig mit prismatischen Sequenzen aufgebläht, in denen es lange Zwischenspiele mit paradierenden Tänzerinnen gebe. Diese Merkmale lenken sogar in dieser Komödie von den Geschehnissen ab. Wie so oft haben sich die Produzenten in Farbe und Kostümen selbst übertroffen, um dem Film das Gütesiegel „üppig“ oder „verschwenderisch“ zu verleihen. Dies sei jedoch dafür verantwortlich, dass die Erzählung ins Stocken gerate.